# 佩德雷加尔 (博克龙区)
佩德雷加尔（西班牙語：Pedregal）是巴拿马奇里基省博克龙区的一个城市。 该市面积为19.8平方（7.6平方英里），2010年时人口为2,134，故其人口密度为107.7名居民每平方（279名居民每平方英里）。 1990年时人口为1,570，2000年时人口为1,950。